# Любомир Василев
Любомир Николов Василев е български офицер, генерал-майор.

## Биография
Роден е през 1946 г. Завършва Висшето военно народно училище във Велико Търново. Първоначално служи в четиринадесети мотострелкови полк в Симитли, а след това в деветнадесети мотострелкови полк в Кресна. В началото на 80-те е командир на четиринадесети мотострелкови полк. Известно време е заместник-командир на трета мотострелкова дивизия в Благоевград. След това е заместник-командир на трета армия в Сливен. В периода 1 септември 1991 – 10 юли 1992 е командир на втора армия. След това до септември 1994 г. е командир и на първа армия в София. Излиза в запаса като служител в Генералния щаб на армията. През 2009 г. се кандидатира за народен представител от партия „Лидер“, но не е избран.